# Uruguayella macandrewi
Uruguayella macandrewi är en svampdjursart som först beskrevs av Hinde 1888.  Uruguayella macandrewi ingår i släktet Uruguayella och familjen Spongillidae. Inga underarter finns listade i Catalogue of Life.